# Convento de San Clemente (Toledo)
El convento de San Clemente, situado en la ciudad española de Toledo, es considerado como uno de los primeros monasterios toledanos fundado extramuros después de la Reconquista. Primero hubo un edificio extramuros en tiempos de Alfonso VI, y con Alfonso VII se fundó el actual y se trasladó al interior de la ciudad. 

## Historia y descripción
En un principio perteneció a la Orden de San Benito, difundida tras la reforma de Cluny, y la primera donación al convento fue hecha por el cluniacense Don Bernardo, primer arzobispo de Toledo. Después, en 1117, el convento adoptó la reforma del Císter y el papa Alejandro VII lo incorporó definitivamente en 1180 a esta orden. 
El Convento de San Clemente es de grandes dimensiones y ocupa una manzana, por tanto, dentro de esta inmensa edificación, son muchas las partes arquitectónicas que lo componen, de varias épocas y estilos.
La iglesia, cuya cabecera fue trazada por Alonso de Covarrubias, es la única edificación ubicada fuera de clausura, con una sola nave dividida en dos tramos, con muros enlucidos y decorados con pinturas murales sobre pasajes evangélicos. Los soportes vienen constituidos por muros corridos sobre los que descargan arcos apuntados que engendran bóvedas de crucería estrelladas, tanto en los dos tramos como en la cabecera.
El coro se sitúa a los pies del templo y a su mismo nivel; tiene acceso por el muro opuesto al de comunicación con la iglesia por medio de un antecoro. Es una estancia rectangular de considerables proporciones, con muros corridos y enlucidos de los que surgen unas ménsulas sobre las que apoya un entablamento del que parten arcos apuntados que engendran bóvedas de crucería con nervios curvos y claves pinjantes.
La sala capitular es una estancia adosada al muro del evangelio de la iglesia, cuya cubierta es una techumbre plana de madera o alfarje. Tiene la parte baja de los muros mayores y en parte de los lados de la puerta del muro de entrada un banco corrido de azulejería, así como un sillón y el altar que preside la sala. La técnica que presentan es variada: de arista, de soga, etc., siendo decoración típica mudéjar.
El convento tiene, además, varios patios, entre los que destacan: uno llamado de las Procesiones, que es por donde se accede al coro, a la iglesia y a la sala capitular, compuesto por dos pisos; el inferior de columnas toscanas sobre zócalo de piedra elevado en las que apoyan arcos de medio punto moldurados, y el superior con el mismo tipo de columnas pero adinteladas. El otro patio es el del Refectorio, es obra del maestro José Ortega y más tardío que el anterior. Consta de un primer piso con arcos sobre columnas de piedra y un segundo arquitrabado; destaca la doble arquería situada en los lados este y oeste, que proporciona un juego de contraste de luces y sombras.
El convento posee dos portadas principales: una de acceso al convento y otra a la iglesia. La primera de ellas consta de un arco de medio punto enmarcado por columnas abalaustradas, dintel con decoración plateresca. La segunda portada es algo posterior a la primera y está formada por un cuerpo de vano adintelado entre dos columnas con capiteles jónicos y un escudo que lleva leones rampantes y castillo.
Forma parte del conjunto monumental del Monasterio el Centro Cultural San Clemente dependiente de la Diputación Provincial de Toledo.

## Mazapán
Según la tradición y los estudios históricos, el mazapán en su versión actual se inventó en este convento a principios del siglo XIII. En concreto, tras la batalla de las Navas de Tolosa, en 1212, el hambre se extendía en toda la región. Las monjas de San Clemente únicamente contaban con azúcar y almendras y los mezclaron para conservar ambos productos mejor. De este modo nació el mazapán. El nombre de «mazapán» provendría de la herramienta o «maza» que utilizan para machacar las almendras con el fin de hacer el pan o masa. De hecho, en el museo del convento se conserva el cuenco original en el que crearon por primera vez el mazapán.
Actualmente las monjas siguen fabricando mazapán según la receta original y de forma totalmente artesanal.